# Concurso de piano Ciudad de Montevideo
El concurso de piano Ciudad de Montevideo es la competencia pianística más importante de Uruguay. Es organizado en forma  bianual por la Asociación Eliane Richepin.
Este concurso fue creado por la pianista francesa Eliane Richepin en el año 1963. El primer concurso, que tuvo lugar ese año fue de carácter nacional; pero ya para la segunda edición en el año 1966 el concurso adquirió estatus internacional. Luego de un paréntesis de más de una década el concurso se ha desarrollado casi en forma ininterrumpida desde el año 1996 como un encargo especial de su fundadora, la pianista Eliane Richepin, al pianista Carlos Cebro quien desempeña la presidencia de la Asociación Eliane Richepin y del jurado del concurso. Desde ese año el concurso se ha desarrollado a nivel nacional.
El jurado del concurso ha sido presidido por el maestro Carlos Cebro e integrado en varias ocasiones por la maestra Maite Berrueta, la maestra Julieta Nicolini y la maestra Lilian Zetune. Otras personalidades que han integrado el jurado del concurso son: las pianistas Carmen Navarro, María Teresa Rodríguez en la edición de 1972, María Iris Radrigán, el maestro Federico García Vigil y  el maestro Stanley DeRusha entre muchos otros.

## Premiados en el concurso desde 1963
| Año  | 1.º                                            | 2.º               | 3.º                                                           | Otras distinciones                                                  |
| ---- | ---------------------------------------------- | ----------------- | ------------------------------------------------------------- | ------------------------------------------------------------------- |
| 1963 | (sin datos)                                    | (sin datos)       | (sin datos)                                                   | Omar Naranjo (finalista)                                            |
| 1966 | (sin datos)                                    | (sin datos)       | Aldo Antognazzi (obtuvo también el premio especial Chopin)[3] | Carmen Navarro (Medalla de oro)[4] Elisa Alsina (Medalla de oro)[5] |
| 1969 | Adrián Ruiz[6]                                 | (sin datos)       | Guadalupe Parrondo[7]                                         |                                                                     |
| 1972 | Vladimir Back compartido con Yury Slesariev[8] | (sin datos)       | (sin datos)                                                   | Alba Acone (4° premio)[8]                                           |
| 1975 | Julián Martin[9]                               | '(sin datos)      | (sin datos)                                                   |                                                                     |
| 1982 | (sin datos)                                    | (sin datos)       | Julián Bello[10]                                              |                                                                     |
| 1985 | Alfredo Perl[11]                               | (sin datos)       | (sin datos)                                                   | Jessie De Bellis. Finalista (Medalla de oro)[12]                    |
| 1996 | Gustavo Cardinal[13]                           | (sin datos)       | (sin datos)                                                   |                                                                     |
| 1998 | Facundo Cruz[1]                                | (sin datos)       | (sin datos)                                                   |                                                                     |
| 2000 | Telmo Paz[1]                                   | Daniel López      | (sin datos)                                                   |                                                                     |
| 2002 | Javier Bezzato[14]                             | (sin datos)       | (sin datos)                                                   |                                                                     |
| 2004 | Esteban Urtiaga[15]                            | (sin datos)       | (sin datos)                                                   |                                                                     |
| 2006 | Laura Díaz[16]                                 | Judith Fleita[17] | Bernardo Aroztegui[18]                                        |                                                                     |
| 2010 | Javier Toledo[19]                              | desierto          | desierto                                                      |                                                                     |
[actualizar]